# Taculfo di Turingia
Taculfo di Turingia, nelle fonti citato come Thacholf, Thachulf, Thaculf o Thakulf (... – 1º agosto 873), fu il conte o duca della Marca Sorbiana, nota anche come Marca di Turingia, dall'849 fino alla sua morte.

## Biografia
Taculfo potrebbe essere stato il figlio di Adolfo, figlio di un certo Tanculfo. Taculfo fu posto a capo del Limes Sorabicus nell'849 insieme al comando militare sui conti con terre confinanti con i sorbi. In quel periodo i sorbi cercavano protezione dal prefetto di Baviera Ernesto. Così, in virtù della sua conoscenza delle usanze slave, Taculfo ricevette una richiesta di pace dai sorbi insieme all'offerta di ostaggi. Tuttavia, era stato ferito in battaglia il giorno prima dell'arrivo dell'ambasciata e quindi non poteva essere di aiuto. Nascondendo la sua ferita ai delegati slavi, inviò uomini agli altri leader franchi proponendo patti con gli slavi, ma gli altri generali sospettarono che stesse pianificando di assumere il comando supremo dell'esercito e così ignorarono i suoi rappresentanti e ripresero le armi contro gli slavi.
Nell'858, secondo gli Annales Fuldenses, durante una dieta tenuta a Francoforte, Ludovico il Germanico inviò tre eserciti alle frontiere orientali per rafforzare la sottomissione delle tribù slave. Carlomanno fu mandato contro la Grande Moravia, Ludovico il Giovane contro gli Obodriti e Linoni, e Taculfo contro i Sorbi, che si rifiutavano di obbedirgli. Gli eserciti di Carlomanno e Ludovico partirono in luglio, mentre non è chiaro se Taculfo abbia effettivamente intrapreso la campagna, poiché i sorbi si ribellarono alla fine di quell'anno senza aver dato segni di irrequietezza. Gli Annales Fuldenses potrebbero non essere corretti riguardo alla tempistica dell'ordine impartito a Taculfo di reprimere gli slavi.
Taculfo morì nell'estate dell'873. Alla sua morte seguì immediatamente una rivolta dei Sorbi, dei Siusli e dei loro vicini. La rivolta non fu repressa fino a quando Liutberto e Radulfo, il successore di Taculfo, fecero contro di loro una campagna nel gennaio 874.